# Рендолф (Мен)
Рендолф (англ. Randolph) — переписна місцевість (CDP) в США, в окрузі Кеннебек штату Мен. Населення — 1743 особи (2020).

## Демографія
Згідно з переписом 2010 року, у місті мешкали 1772 особи в 813 домогосподарствах у складі 489 родин. Було 900 помешкань
Расовий склад населення:
| - 97,3 % — білих - 0,5 % — корінних американців - 0,4 % — чорних або афроамериканців - 0,3 % — азіатів |

До двох чи більше рас належало 1,2 %. Частка іспаномовних становила 1,4 % від усіх жителів.
За віковим діапазоном населення розподілялося таким чином: 19,7 % — особи молодші 18 років, 60,3 % — особи у віці 18—64 років, 20,0 % — особи у віці 65 років та старші. Медіана віку мешканця становила 44,7 року. На 100 осіб жіночої статі у місті припадало 87,1 чоловіків;  на 100 жінок у віці від 18 років та старших — 82,2 чоловіків також старших 18 років.
Середній дохід на одне домашнє господарство  становив 64 135 доларів США (медіана — 46 893), а середній дохід на одну сім'ю — 63 913 долари (медіана — 52 875). Медіана доходів становила 42 383 долари для чоловіків та 34 900 доларів для жінок. За межею бідності перебувало 14,9 % осіб, у тому числі 24,2 % дітей у віці до 18 років та 11,0 % осіб у віці 65 років та старших.
Цивільне працевлаштоване населення становило 1071 особа. Основні галузі зайнятості: освіта, охорона здоров'я та соціальна допомога — 22,5 %, роздрібна торгівля — 16,1 %, мистецтво, розваги та відпочинок — 12,9 %, виробництво — 11,1 %.